# 体育大学駅
体育大学駅（たいいくだいがくえき）は台湾桃園市亀山区にある桃園機場捷運（桃園捷運機場線）の駅。駅番号は(A7)。普通車が停車する。悠遊卡・一卡通はじめ各種IC交通カード・電子マネーが利用可。

## 概要
台北盆地から林口台地への高低差の大きい区間に設けられたため、両隣の駅は高架駅だが、当駅は地下に設けられた。
当初の駅名は『体育園区』だったが県市合併で直轄市に昇格後、中壢区の桃園体育園区駅との混同を避けるため現在の駅名となった。
2017年夏季ユニバーシアードでいくつかの種目が周辺の大学を会場として開催される。

## 利用可能な鉄道路線
- 桃園捷運
  - ■機場線（桃園機場捷運）

## 駅構造
ホームは地下2階にある。相対式ホーム2面2線の地下駅。フルスクリーンタイプのホームドア設置駅。出口は文化一路の両側に2つある。

### 駅階層
| 地階                           | 出入口                                                        | 出入口                                 |
| 地下1階                        | コンコース階                                                  | コンコース                             |
| 地下1階                        | コンコース階                                                  | 案内所、自動券売機、自動改札機、トイレ |
| 地下2階                        |                                                               |                                        |
|                                |                                                               |                                        |
| 相対式ホーム、右側のドアが開く |                                                               |                                        |
| 1号ホーム                      | ←■機場線 桃園機場(T1・T2)・高鉄桃園站・環北方面（長庚医院駅） |                                        |
| 2号ホーム                      | →■機場線 新北産業園区・台北車站方面（泰山貴和駅）→            |                                        |
| 相対式ホーム、右側のドアが開く |                                                               |                                        |

### 駅出口
- 出口1：文化路西側
- 出口2：文化路東側、青山路

## 利用状況
| 年   | 1日平均 | 1日平均 | 1日平均 |
| 年   | 乗車    | 出典    |         |
| ---- | ------- | ------- | ------- |
| 2017 | 1,624   | [ 2 ]   |         |
| 2018 | 1,927   | [ 2 ]   |         |

## 駅周辺
- 長庚大学
- 長庚科技大学

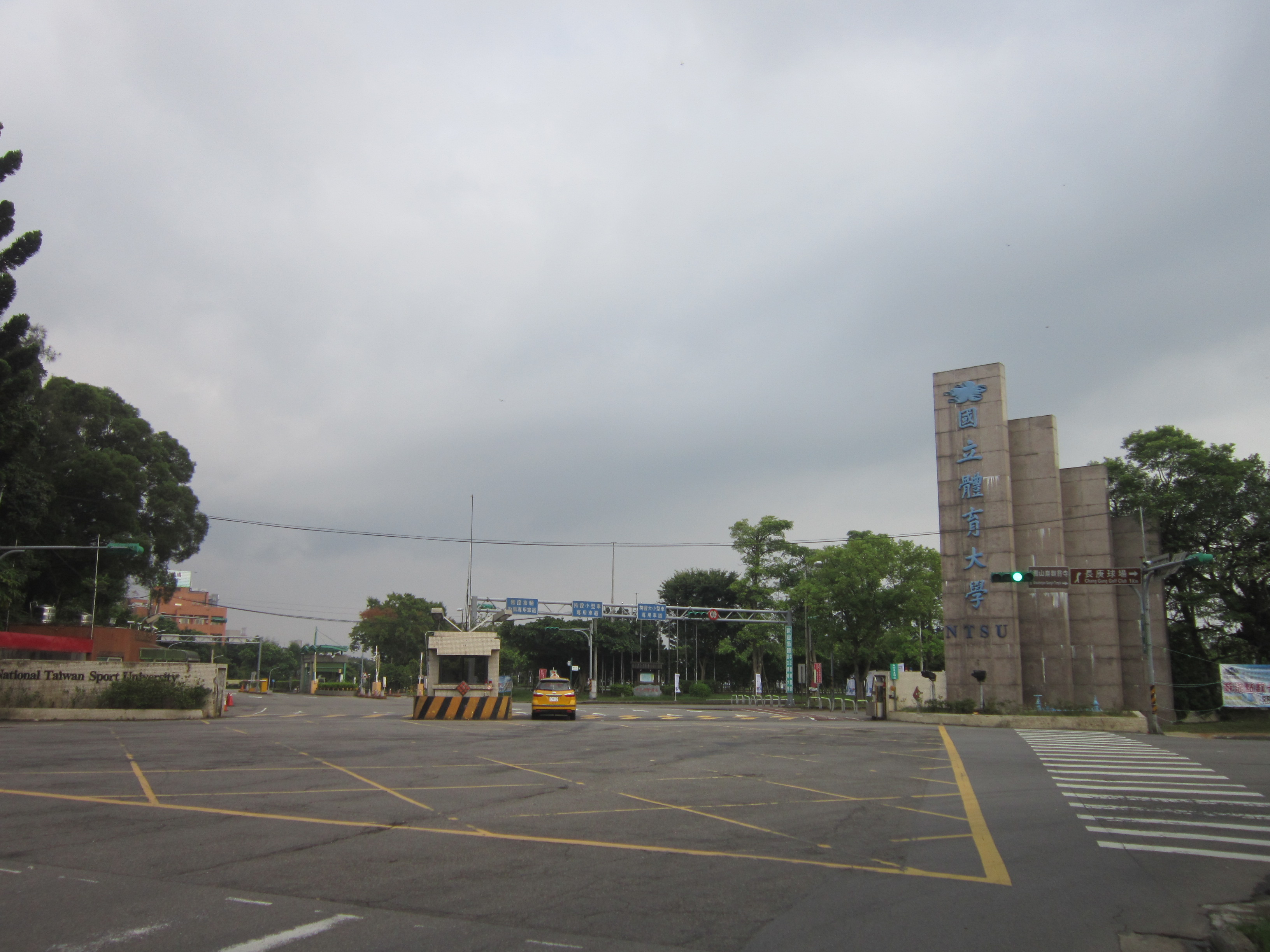
国立体育大学
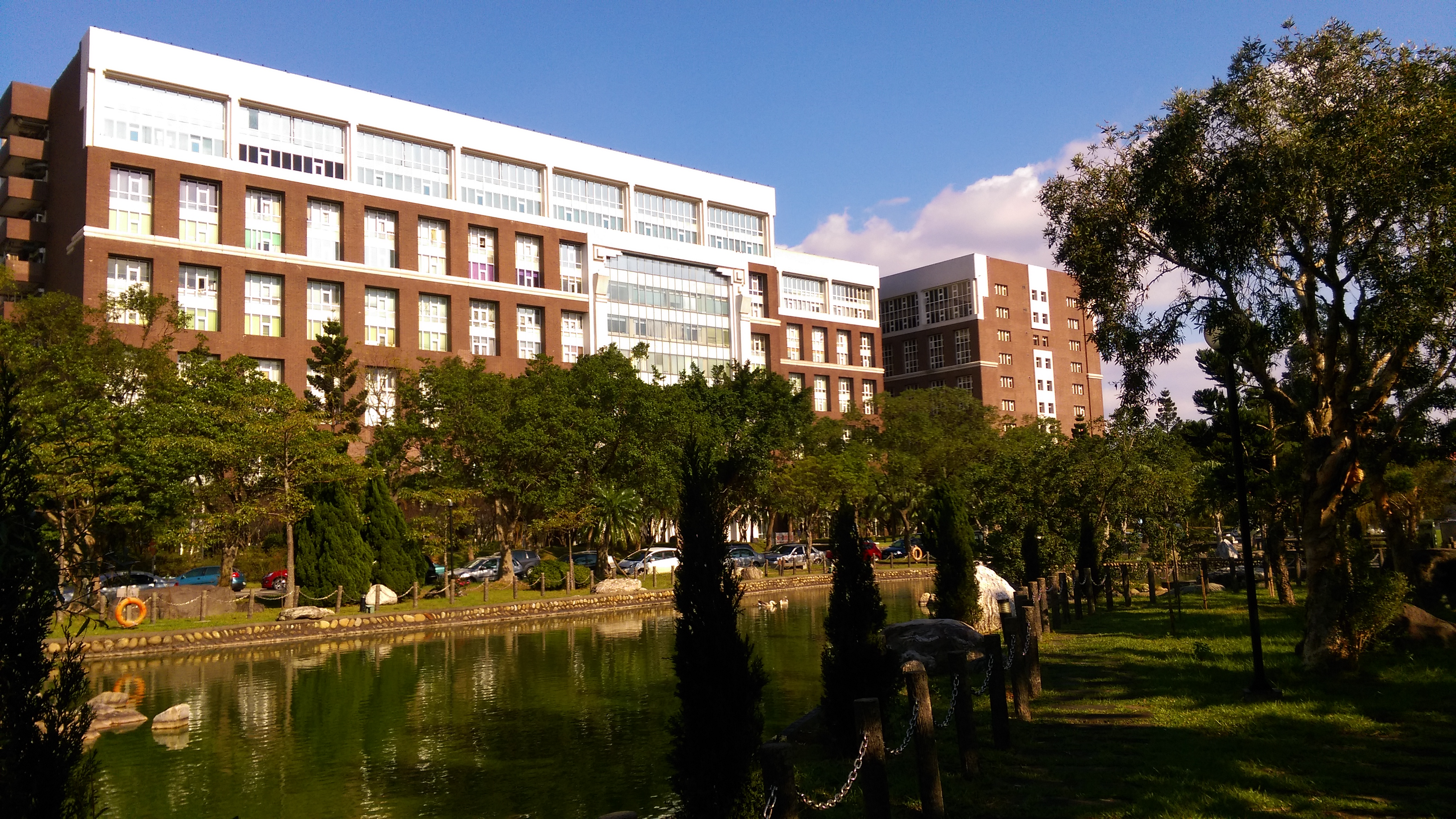
長庚大学
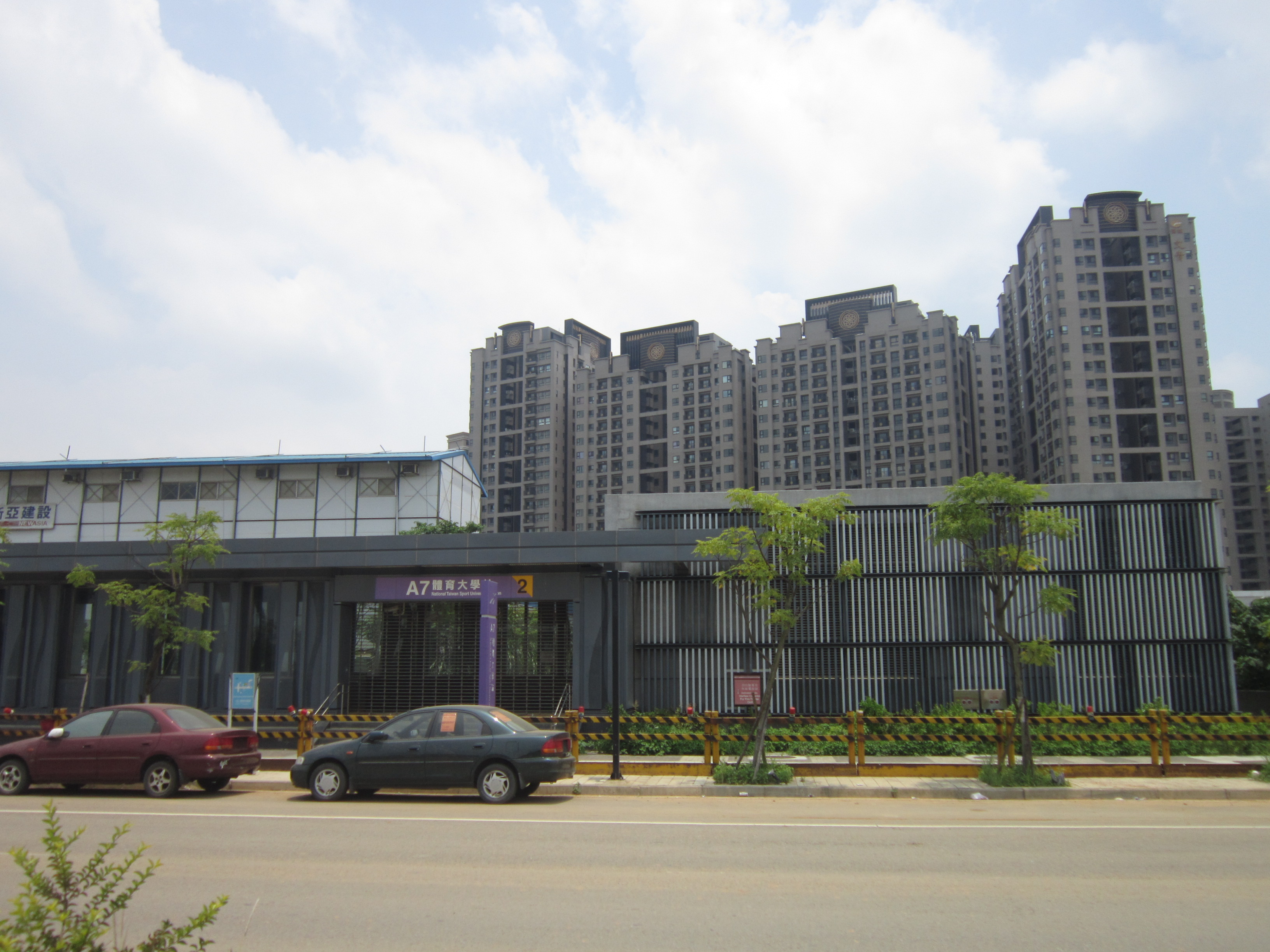
駅と直結しているA7合宜住宅

- 機場捷運A7站合宜住宅（官民共同開発の集合住宅）
- 台塑企業文物館
- 楽善寺

- 国立体育大学
- 長庚大学
- 駅と直結しているA7合宜住宅

## バス
- 桃園市市区公車（中国語版）

| 系統 | 事業者   | 区間                                                                                       | 備考             |
| ---- | -------- | ------------------------------------------------------------------------------------------ | ---------------- |
| 202  | 桃園客運 | 体育大学駅 - 国立体育大学・長庚科技大学・長庚大学 - 工四工業区 - 林口長庚医院 - 体育大学駅 | 循環路線         |
| 1211 | 三重客運 | 長庚大学 - 中山高 - 台北市政府                                                             | 国道客運路線     |
| 5057 | 三重客運 | 桃園 - 大埔、工四工業区 - 長庚医院分院                                                     |                  |
| 5065 | 三重客運 | 桃園 - 大埔、中正運動公園 - 体育学院                                                       |                  |
| L317 | 桃園客運 | 長庚紅線（桃園分院、養生村経由）                                                           | 桃園市民無料バス |
| L318 | 桃園客運 | 長庚紅線                                                                                   | 桃園市民無料バス |
| L319 | 桃園客運 | 長庚藍線                                                                                   | 桃園市民無料バス |

## 歴史
- 2017年
  - 2月2日 - 桃園機場捷運（桃園捷運機場線）暫定開業（当駅での入出場は扱わない）[3]。
  - 2月16日 - 当駅での整理券方式による無料体験試乗を開始（日中8-16時のみで、利用客数は1日の上限がある）[3]。
  - 3月2日 - 正式開業（4月1日までの1ヶ月は半額）[3]。

## 隣の駅
桃園捷運
機場線（桃園機場捷運）
■直達車
通過
■普通車
泰山貴和駅 (A6) - 体育大学駅 (A7)  - 長庚医院駅 (A8)